# ريتش أوليف
ريتش أوليف (بالإنجليزية: Rich Olive)‏ هو سياسي أمريكي، ولد في 2 ديسمبر 1949 في بيثيسدا في الولايات المتحدة، وتوفي في 20 يونيو 2016 في ستوري سيتي في الولايات المتحدة بسبب سرطان. حزبياً، نشط في Iowa Democratic Party ‏ والحزب الديمقراطي. وقد انتخب عضو مجلس ولاية آيوا.